# Barklya syringifolia
Genre
Espèce
Classification phylogénétique
Synonymes
- Bauhinia syringifolia (F. Muell.) Wunderlin[3]

Barklya syringifolia est une espèce de plantes à fleurs dicotylédones de la famille des Fabaceae, sous-famille des Caesalpinioideae, originaire d'Australie. C'est l'unique espèce acceptée du genre Barklya (genre monotypique). 

## Liste des variétés
Selon Tropicos (7 décembre 2018) :
- variété Barklya syringifolia var. tortuosa F.M. Bailey